# Сан-Куїрико-д'Орча
Сан-Куїрико-д'Орча (італ. San Quirico d'Orcia) — муніципалітет в Італії, у регіоні Тоскана,  провінція Сієна.
Сан-Куїрико-д'Орча розташований на відстані близько 150 км на північний захід від Рима, 85 км на південь від Флоренції, 37 км на південний схід від Сієни.
Населення — 2707 осіб (2014).

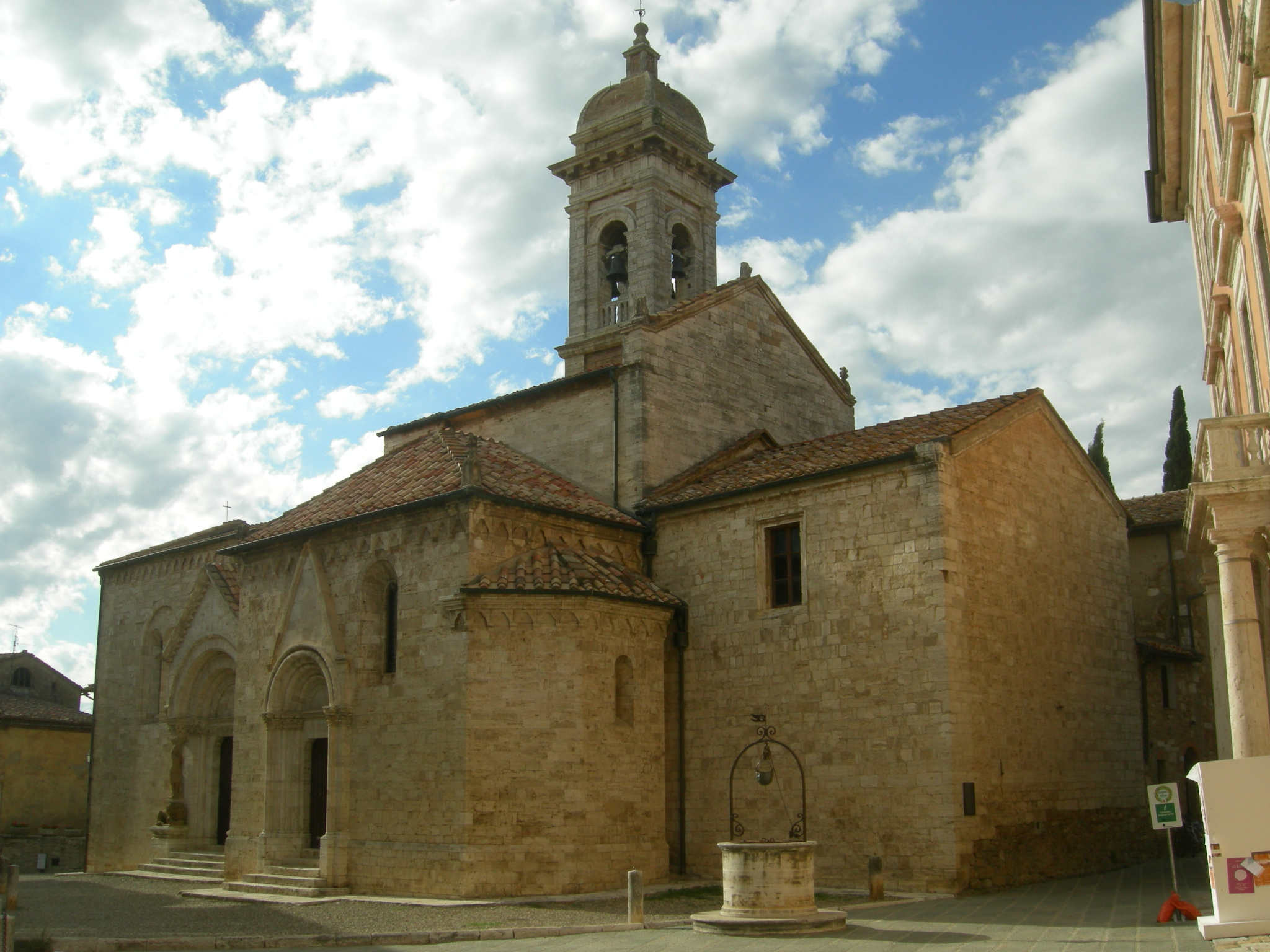

Щорічний фестиваль відбувається 16 червня. Покровитель — San Quirico e Giulitta.

## Демографія
Населення за роками:

Станом на 1 січня 2023 року в муніципалітеті офіційно проживало 338 іноземців з 47 країн, серед них 143 громадяни країн Євросоюзу та 9 громадян України.

## Сусідні муніципалітети
- Кастільйоне-д'Орчія
- Монтальчино
- П'єнца
- Сан-Джованні-д'Ассо